# 茹薩拉 (巴伊亞州)
茹萨拉是巴西巴伊亚州的一个市镇。总面积886.019平方公里，总人口14489人，人口密度16.4人/平方公里。